# Rick Bockelie
Rick Bockelie, född 28 maj 1902 i Oslo, död 18 februari 1966 i Oslo, var en norsk seglare.
Bockelie blev olympisk guldmedaljör i segling vid sommarspelen 1924 i Paris.